# Championnat du monde des voitures de sport 1960
1959 1961
Le Championnat du monde des voitures de sport 1960 est la 8e saison du Championnat du monde des voitures de sport (WSC) FIA. Il est réservé aux voitures de sport qui vont courir à travers le monde dans des courses d'endurance. Il s'est couru du 31 janvier 1960 au 26 juin 1960, comprenant cinq courses.

## Calendrier
| Manche | Course                           | Circuit                        | Participants | Date          |
| ------ | -------------------------------- | ------------------------------ | ------------ | ------------- |
| 1      | 1 000 kilomètres de Buenos Aires | Autódromo Oscar Alfredo Gálvez | 23           | 31 janvier    |
| 2      | 12 Heures de Sebring             | Sebring International Raceway  | 65           | 26 mars       |
| 3      | Targa Florio                     | Palermo                        | 69           | 8 mai         |
| 4      | 1 000 kilomètres du Nürburgring  | Nürburgring                    | 67           | 22 mai        |
| 5      | 24 Heures du Mans                | Le Mans                        | 55           | 25 au 26 juin |

## Résultats de la saison

### Attribution des points
Les points sont distribués aux six premiers de chaque course dans l'ordre de 8-6-4-3-2-1.
Les constructeurs ne reçoivent les points que de leur voiture la mieux classée, les autres voitures du même constructeur ne marquant aucun point.

### Courses
| Manche | Circuit      | Équipe vainqueur                | Résultats |
| Manche | Circuit      | Pilote vainqueur                | Résultats |
| ------ | ------------ | ------------------------------- | --------- |
| 1      | Buenos Aires | #4 Scuderia Ferrari             | Résultats |
| 1      | Buenos Aires | Phil Hill Cliff Allison         | Résultats |
| 2      | Sebring      | #42 Joakim Bonnier              | Résultats |
| 2      | Sebring      | Hans Herrmann Olivier Gendebien | Résultats |
| 3      | Palermo      | #184 Porsche KG                 | Résultats |
| 3      | Palermo      | Joakim Bonnier Hans Herrmann    | Résultats |
| 4      | Nürburgring  | #5 Camoradi USA                 | Résultats |
| 4      | Nürburgring  | Dan Gurney Stirling Moss        | Résultats |
| 5      | Le Mans      | #11 Scuderia Ferrari            | Résultats |
| 5      | Le Mans      | Olivier Gendebien Paul Frère    | Résultats |

### Championnat du monde des constructeurs
Seuls les trois meilleurs résultats des cinq courses sont pris en compte dans le classement. Les autres points ne sont pas comptabilisés et sont indiqués en italique.
| Pos | Constructeur | BUE | SEB | TAR | NÜR | LMS | Total |
| --- | ------------ | --- | --- | --- | --- | --- | ----- |
| 1†  | Ferrari      | 8   | 4   | 6   | 4   | 8   | 22    |
| 2   | Porsche      | 4   | 8   | 8   | 6   |     | 22    |
| 3   | Maserati     | 3   |     |     | 8   |     | 11    |
| 4   | Aston Martin |     |     |     |     | 4   | 4     |

† - Ferrari est déclaré champion avec deux victoires, contre une pour Porsche.